# Трач Ігор Богданович
Трач Ігор Богданович (1959) — український поет, публіцист, редактор.

## З біографії
Народився 7 червня 1959 р. у Львові, закінчив з відзнакою львівську середню школу № 53 (1976). Навчався у Львівському медичному інституті, проте через звинувачення в націоналізмі був виключений з університету. З 1988 р. живе в німецькому місті Цвікау (Саксонія), працює психотерапевтом. У 1989—1991 рр. був співредактором журналу «Пертурбації» (Варшава), з 1993 р. — головний редактор літературно-мистецького альманаху «Зерна», в якому побачили світ понад 50 книжок. Пише українською і німецькою мовами. Член НСПУ з 1997.

## Творчість
Автор збірок «І день, і ніч або Неспокою життя» (1979), «На зламі шляхів» (самвидав, 1980), «З доріг далеких і близьких» (самвидав, 1980), «Поетове прощання» (самвидав, 1987), «Стіна» (Варшава, 1991), «Вірою живу» (Стрий, 1993), «Напруга серця» (Львів, 1993), «Лабіринти пам'яті» (Львів, 1994), «Розмова без масок» (у перекл. рум. м.), «До тебе, Україно, піснею прийду» (у перекл. польськ. м., 2000). Окремі книжки вийшли німецькою, румунською та польською мовами.